# یان هندریک وازینک
جان هنریک واسزینک (انگلیسی: Jan Hendrik Waszink; ۱۷ اکتبر ۱۹۰۸ – ۵ اکتبر ۱۹۹۰) استاد دانشگاه اهل پادشاهی هلند بود.